# Mitralite
La mitralite est une endocardite valvulaire mitrale, d'origine rhumatismale, produisant des lésions cicatricielles entrainant la sténose et/ou l'insuffisance mitrale.